# 高伟 (1964年)
高伟（1964年8月—），辽宁铁岭人，汉族，中国共产党党员。中华人民共和国政治人物、第十三届全国人民代表大会辽宁省代表。

## 生平
2018年，高伟被选为辽宁省出席第十三届全国人民代表大会代表。